# ゾウガメ

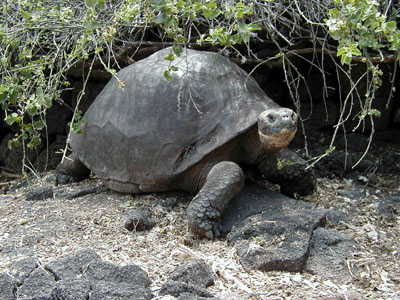
ガラパゴスゾウガメ

ゾウガメ（象亀）とは、大型のリクガメ、特に甲長1mを超すリクガメ。
肉食獣による捕食の危険に乏しいインド洋や太平洋などの島嶼において、互いに異なるリクガメから、独立に大型化の進化をたどったものが多い。
人類の大航海時代の到来と共に船員らの食料として乱獲され（動きが鈍い上、捕獲後に餌を与えなくても長期間生存し新鮮な肉が得られたため）、大半の種が絶滅した。
現在ではインド洋のアルダブラゾウガメ（近縁種としてGeochelone arnoldiとGeochelone hololissaがほぼ野生絶滅の状態で、飼育下での繁殖プログラムが進められているが和名が不明のためゾウガメに含めるかは現時点では不明）と太平洋のガラパゴスゾウガメ（亜種を独立種として分割する説もあり）が、かろうじて生存している。
長寿であり、100年以上生きる個体も多い。また、2005年まで生存したアルダブラゾウガメのアドワイチャは、250年以上生きた可能性があり、確実な証拠はないが世界最長寿の動物だったともいわれる。現在は、セイシェルのバード島に生息する女性名エスメラルダと呼ばれる雄のセイシェルゾウガメが200歳で最長寿と言われている。